# Шерман, Роджер
Ро́джер Ше́рман (англ. Roger Sherman; 19 апреля 1721 — 23 июля 1793) — американский юрист, политик, один из пяти составителей Декларации независимости США, единственный человек, чья подпись стоит под всеми четырьмя документами, которые легли в основу формирования Соединённых Штатов: Континентальной Ассоциацией, Декларацией независимости, Статьями Конфедерации и Конституцией США.

## Молодые годы
Роджер Шерман родился в 1721 году в Ньютоне (ныне штат Массачусетс). Его предки эмигрировали в Америку из Дедхэма (Эссекс, Англия) в 1635 году. Отец Шермана, Уильям, был беден и Роджер смог закончить только приходскую школу и стал учиться на ремесленника. Его отец умер в 1741 году, оставив семью в бедности. Забота о матери и двух братьях легла на плечи Роджера. Старший брат переехал в Нью-Милфорд (Коннектикут), и в 1743 году семья переселилась к нему. Сначала Роджер стал работать там сапожником, потом с помощью брата ему удалось стать купцом. Всё это время юноша занимался самообразованием, проявлял большие способности к математике. В 1748 году он сделал астрономические вычисления для календаря, издававшегося в Нью-Йорке, и продолжал публиковать в нём свои астрономические расчёты ещё много лет.
В 1749 году Роджер Шерман женился на Элизабет Хартвелл. Она родила ему семерых детей и умерла в родах в 1760 году. После её кончины он вступил в брак с Ребеккой Майнот Прескотт (1742—1813), от которой у него было восемь детей. Среди зятьёв, внуков и потомков Роджера Шермана было много известных американских политических деятелей.

## Начало политической карьеры
Хотя Шерман не имел юридического образования, он сдал экзамен на адвоката и в 1754 году был допущен к практике в городе Литчфилд (Коннектикут). Вскоре он был избран мировым судьёй и членом законодательного собрания Коннектикута (представитель от Нью-Милфорда). В 1761 году Шерман переехал в Нью-Хейвен, где занял видное место в общественной жизни города: он был избран мировым судьёй, судьёй по общегражданским делам, и казначеем Йельского университета, который удостоил его почётной степени магистра искусств. В 1766 году он стал членом верхней палаты законодательного собрания Коннектикута, где прослужил до 1785 года. В 1784 году Роджер Шерман был избран мэром Нью-Хейвена.

## Борьба за независимость США
В 1774 году Р. Шерман стал активным участником открывшегося в 1774 году в Филадельфии Первого Континентального конгресса и подписал принятую на нём Континентальную Ассоциацию. На съезде Конгресса в 1776 году Роджер Шерман наряду с Томасом Джефферсоном, Бенджамином Франклином, Джоном Адамсом и Робертом Ливингстоном был включён в комиссию по подготовке Декларации независимости.
В 1783 году вместе с Ричардом Лоу он занимается пересмотром законов Коннектикута. В 1787 году, после окончания войны, Шерман вошёл в конвент по выработке конституции от штата Коннектикут (Филадельфийский конвент). Шерман предложил так называемый «Коннектикутский компромисс», призванный обеспечить справедливое представительство штатов в законодательных органах. По его идее, в Палате представителей штаты должны были быть представлены пропорционально населению, а в Сенат должно было входить по два представителя от каждого штата.
В соответствии с новой Конституцией он был избран в Палату представителей от штата Коннектикут.

## Наследие
Роджер Шерман похоронен на кладбище Гроув-стрит в Нью-Хейвене и его могила является центром городского празднования Дня независимости США. В честь Шермана в США названы города (в штатах Коннектикут и Нью-Йорк), улицы (в Нью-Хейвене, Мэдисоне и других городах), школы и другие объекты.